# Еві ван Акер
Еві ван Акер  (фр. Evi Van Acker; нар. 23 вересня 1985, Гент, Фламандський регіон, Бельгія) — бельгійська яхтсменка, олімпійська медалістка. Найкраща спортсменка Бельгії 2012 року.

## Виступи на Олімпіадах
| Олімпіада   | Дисципліна | Місце |
| ----------- | ---------- | ----- |
| Пекін 2008  | Лазер      | 8     |
| Лондон 2012 | Лазер      | 3     |